# Aphaniosoma freidbergi
Aphaniosoma freidbergi (лат.) — вид мух рода Aphaniosoma из семейства Chyromyidae. Вид назван в честь «покойного Амнона Фрейдберга (Amnon Freidberg) и его вклада в изучение Diptera, включая его интерес к этому семейству и его неизменную поддержку коллег».

## Распространение
Израиль.

## Описание
Мелкие мухи с телом длиной около 1 мм. Бледно-жёлтый вид с довольно удлинённой головой и глазами; только эдеагус тёмно-коричневый и с шаровидным дистифаллусом; в отличие от сходных видов, имеет широкий, бледно-блестящий эпандрий, кажущийся более или менее круглым в заднем виде. Пара длинных лобных волосков перед глазничным треугольником направлены далеко вперёд, и присутствуют 2 сильных задних лобно-орбитальных волоска. Похожие виды: A. flavipyga имеет бледный медитергит и удлинённую голову и глаза. Виды A. aldabrense Ebejer, 2009, A. kirkspriggsi Ebejer, 2009 и A. micropygum Ebejer, 2009, все из Афротропического региона, выглядят похоже и имеют длинную пару волосков на лице, но все имеют тёмный медиотергит. Кроме того, все эти виды отличаются друг от друга строением гипопигия самца.